# Scorzonera iliensis
Scorzonera iliensis là một loài thực vật có hoa trong họ Cúc. Loài này được Krasch. miêu tả khoa học đầu tiên năm 1933.